# Мали купусар
Мали купусар или лептир купусар (лат. Pieris rapae) спада у ситне и средње врсте дневних жутих-и-белих лептира из породице белаца (лат. Pieridae). Од других врста се разликује по белој боји са малим црним тачкицама на крилима. 

## Опис
По изгледу наликује на мању верзију великог купусара (Pieris brassicae). Основна боја крила је бела, а са горње стране је прљаво беле боје са црним врховима на горњем пару крила. Женке такође имају две црне тачке у средишту својих горњих крила. Њихова доња крила су жућкасте боје са црним флекама. Понекад је мешају са мољцем због обичног изгледа. Распон крила одраслих јединки је отприлике 32-47mm.
Гусенице су бледозелене, голе, око главе имају тамни прстен, а по телу жућкасте дорзалне линије. Стигме су црне. У време зачауривања гусенице постају тамније смеђе.
- Гусеница Pieris rapae
- Лутка Pieris rapae

- Лептир Pieris rapae

## Распрострањење
Широко је распрострањена у западном Палеоартику. Представља субмедитеранску врсту. Популација лептира купусара је широко распрострањена по Европи, северној Африци, Азији и Великој Британији. Такође је случајно пренета и у Северну Америку, Аустралију и на Нови Зеланд. 
Гусеница ове врсте се сматра штеточином за комерцијалну пољопривреду. Често названа „увезеним купусарским црвом“, она је озбиљна штеточина на садницама купуса и других усева из те фамилије.

## Сезона лета
Јавља се у три генерације, од марта до новембра.